# 王民 (1934年)
王民（1934年—），男，山西清徐人，中华人民共和国政治人物，曾任中共临汾地委书记，中共山西省委组织部副部长，山西省人大常委会副主任。